# Ялишів
Я́лишів (колишня назва Єлашів) — село в Україні, у Баранівській міській громаді Звягельського району Житомирської області. Населення становить 104 осіб.

## Історія
Ялишів засновано в першій половині XVIII ст. В грудні 1876 року стався селянський виступ проти свавілля поміщиці, яка хотіла зігнати селян з їх земель.
У 1906 році село Баранівської волості Новоград-Волинського повіту  Волинської губернії. Відстань від повітового міста 45 верст, від волості 10. Дворів 14, мешканців 173.
В ХІХ ст. село входило до Новоград-Волинського повіту й було власністю шляхтичів Бонецьких[джерело?].
Радянську владу встановлено в січні 1918 року.
В період тимчасової німецько-фашистської окупації у районі села діяв партизанський загін.
На фронтах Великої Вітчизняної війни билися 40 жителів села, 32 з них нагороджено бойовими орденами й медалями, 10 загинуло.
27 липня 2016 року село увійшло до складу новоствореної Баранівської міської територіальної громади Баранівського району Житомирської області. Від 19 липня 2020 року, разом з громадою, в складі новоствореного Новоград-Волинського (згодом — Звягельський) району Житомирської області.